# Фотоскульптура

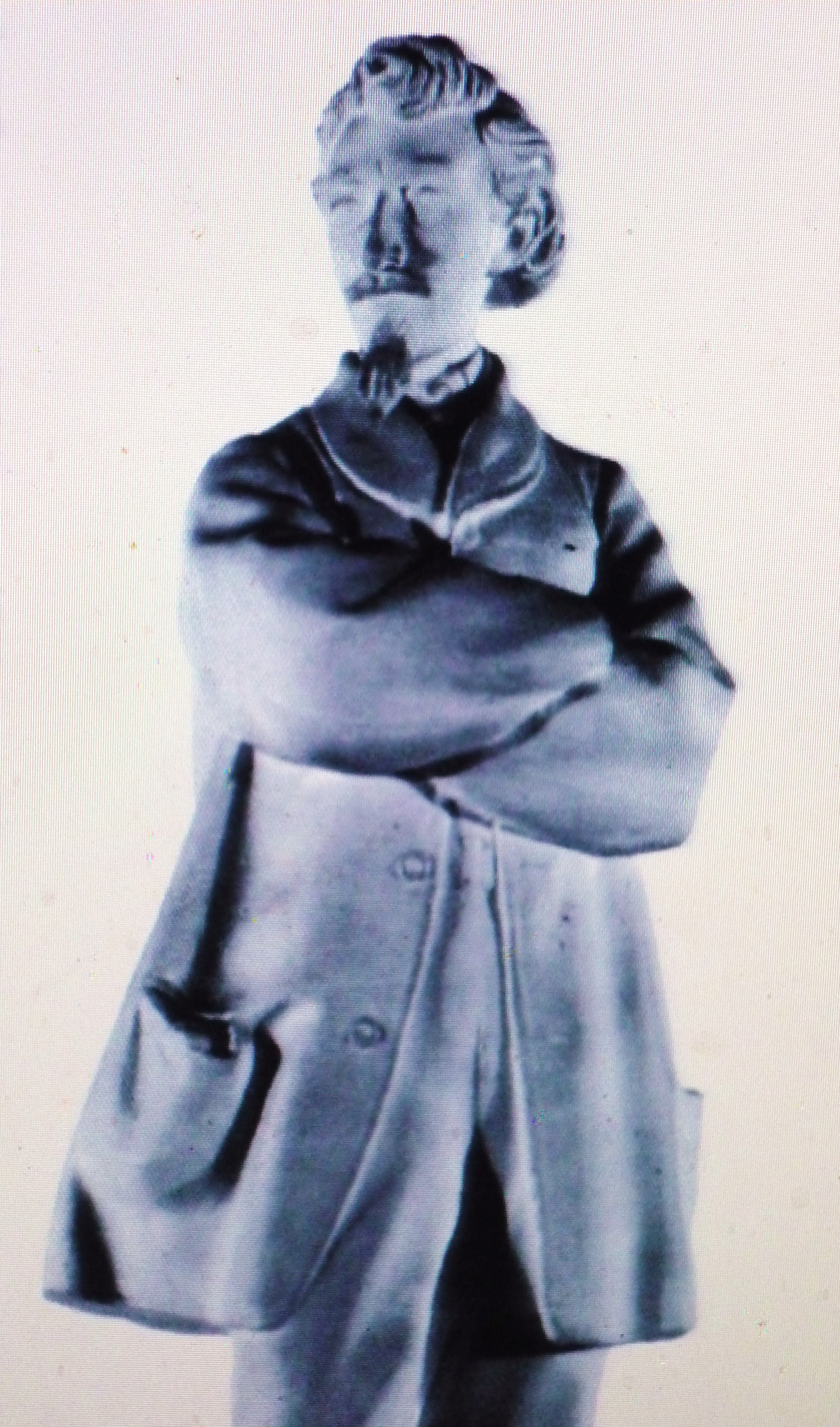
Фотоскульптурный портрет Франсуа Виллема

Фотоскульптура — разновидность скульптуры, создаваемая с помощью технологии фотографии. Изобретена французом Франсуа Виллемом в 1860 году. Создание фотоскульптуры происходило с помощью 24 фотоаппаратов, расположенных вокруг изображаемого объекта. Экспонированные одновременно фотопластинки обрабатывались по обращаемому процессу, давая 24 диапозитива для «волшебного фонаря». Изображения проецировались и трассировались в глине или древесине с помощью пантографа, создавая таким образом объёмную фигуру. В дальнейшем полученный слепок мог служить для формовки литейной матрицы. Процесс оказался подходящим для создания недорогих портретных барельефов и бюстов непрофессиональными скульпторами. На Всемирной парижской выставке 1867 года фотоскульптуры стали одним из «гвоздей» фотографической экспозиции. 
Из-за дороговизны и отсутствия явных преимуществ перед классической скульптурой и фотографией, фотоскульптура не получила распространения, а парижская студия Виллема закрылась в 1868 году. Дело усугублялось сопротивлением художественной общественности, опасавшейся вытеснения настоящей скульптуры дешевым механическим копированием. Одним из наиболее ярых критиков фотоскульптуры был младший Александр Дюма. В XX веке термин «фотоскульптура» начали использовать применительно к арт-объектам, созданным из плоских фотоотпечатков, наклеенных на объёмные конструкции.